# Трисциемс
Трисциемс (латыш. Trīsciems) — микрорайон Риги в Северном районе. Трисциемс расположен в северной части Риги, на северо-западном берегу озера Кишэзерс . Граничит с микрайонами Яунциемс, Милгравис (через Милгравский мост), Вецмилгравис, Вецдаугава и Вецаки, а также с Царникавской волостью.
Общая площадь микрорайона Трисциемс составляет 11,319 км², что примерно в два раза превышает среднюю площадь микрорайона в Риге. Однако пространственно этот район довольно легко идентифицируется как определенная территория, поскольку с северо-запада, запада и юго-запада он ограничен железнодорожной линией Рига – Саулкрасты, с северо-востока и востока – лесными массивами на границе города, а с юга, юго-востока – озером Кишэзерс. Учитывая большую площадь этого микрорайона, в функциональном плане в нем могли бы образоваться несколько локальных центров, либо роль центра мог бы играть один из его основных объединяющих линейных элементов — Яунциема гатве. Периметр границы микрорайона составляет 14 956 метров.

## История
Район создан на базе усадьбы Мангали. Здания, которые сейчас можно увидеть на месте усадьбы, были построены в 1930 году. Возможно, название произошло от того, что в  конце XIX века Трисциемс развивался вокруг трех прибрежных рыболовецких хозяйств — «Тимас», «Режас» и «Биезос». В 1874-1934 годах в Трисциемсе располагалась приходская школа Мангали. 